# 유럽불개미
유럽불개미는 개미의 한 종으로 뿔개미속에 속한다. 유럽전역과 북아메리카, 아시아의 몇몇 지방에서 서식한다. 보통 유럽불개미는 빨간색이며 머리부분의 색이 살짝 더 짙다. 유럽불개미는 주로 음지에서 산다. 상당히 공격적이며 호전적이고, 공격을 받을 때 피하기보다는 맞서 싸우는 편이다. 이들은 침은 있으나 불개미속과는 달리 개미산을 쏠 수는 없다.
본래 중앙 유럽에 살던 이들 개미는 현재 일본과 북아메리카를 침략하고 있으며 이 지역들의 사람들은 이 개미들을 달갑지 않게 바라본다. 유럽불개미는 침입종이기 때문이다.
유럽불개미의 한 둥지 내에는 여러마리의 여왕개미가 있으며, 많으면 100마리의 여왕개미가 한 둥지 내에서 같이 산다. 또한 이들은 한 군락에 여러개의 둥지가 있다. 유럽불개미의 여왕개미는 최대 15년까지 살 수 있다. 유럽에서 이들 개미의 혼인 비행은 7월 말에서 8월 중순 사이에 한다. 북아메리카에서 유럽불개미의 혼인비행은 관찰되지 않았다.
유럽에서 아주 흔하여 들판, 정원 등에서 산다. 진딧물 등에서 나오는 단물이 주식이고, 곤충과 같은 무척추동물도 많이 먹는다. 공격적이어서 둥지를 건드리는 모든 생물을 공격하지만 붉은불개미만큼 공격적이지는 않다.